# Torino Calcio 2003-2004
Questa voce raccoglie le informazioni riguardanti il Torino Calcio nelle competizioni ufficiali della stagione 2003-2004.

## Stagione
Nella stagione 2003-2004 il Torino disputa il campionato cadetto, raccoglie 59 punti, con il dodicesimo posto. Si tratta di un campionato a 24 squadre, con 46 giornate di campionato e sei promozioni, retaggio del Caso Catania che ha costretto la federazione a questa scelta. Il Toro allenato da Ezio Rossi raccoglie 33 punti nel girone di andata, in corsa per la promozione, nel girone di ritorno ha avuto un vistoso calo, con solo 26 punti racimolati. Nella Coppa Italia il Torino parte bene vincendo (0-1) a Marassi contro il Genoa, poi si unisce alla protesta di quasi tutte le compagini di Serie B, rinunciando a giocare le altre due giornate con Cesena e Livorno, i romagnoli superano così il primo turno.

## Divise e sponsor
Nel 2003-2004, il Torino ha avuto come sponsor tecnico Asics, mentre lo sponsor principale è stato Bavaria.
| Casa | Trasferta | Terza maglia |

## Società
- Presidente:
  - Attilio Romero
- Vice presidente esecutivo,
Amministratore delegato:
  - Francesco Cimminelli
- Vice presidenti:
  - Simone Cimminelli
  - Umberto Rosa
- Segreteria:
  - Marco Minardi
  - Antonella Busso

- Addetto stampa:
  - Gabriele Chiuminatto
- Direttore generale area tecnica:
  - Renato Zaccarelli
- Team manager:
  - Roberto Cravero
- Allenatore:
  - Ezio Rossi

## Rosa
| N. |                      | Ruolo | Calciatore            |
| -- | -------------------- | ----- | --------------------- |
| 1  | Italia (bandiera)    | P     | Stefano Sorrentino    |
| 2  | Italia (bandiera)    | D     | Gianluca Comotto      |
| 2  | Marocco (bandiera)   | D     | Abdelilah Saber       |
| 3  | Italia (bandiera)    | C     | Giammarco Frezza      |
| 3  | Belgio (bandiera)    | C     | Gaby Mudingayi        |
| 4  | Italia (bandiera)    | D     | Davide Mandelli       |
| 5  | Argentina (bandiera) | D     | Mariano Fernández     |
| 6  | Belgio (bandiera)    | C     | Johan Walem           |
| 7  | Uruguay (bandiera)   | A     | Josè Franco           |
| 8  | Italia (bandiera)    | C     | Filippo Masolini      |
| 9  | Italia (bandiera)    | A     | Simone Tiribocchi     |
| 10 | Brasile (bandiera)   | A     | Pinga                 |
| 11 | Italia (bandiera)    | A     | Marco Ferrante        |
| 13 | Italia (bandiera)    | D     | Daniele Martinelli    |
| 14 | Italia (bandiera)    | C     | Diego Fuser           |
| 15 | Italia (bandiera)    | C     | Diego De Ascentis     |
| 16 | Italia (bandiera)    | D     | Cristian Adami        |
| 17 | Italia (bandiera)    | D     | Federico Balzaretti   |
| 18 | Italia (bandiera)    | C     | Alessandro Conticchio |

| N. |                    | Ruolo | Calciatore            |
| -- | ------------------ | ----- | --------------------- |
| 19 | Italia (bandiera)  | C     | Simone Rizzato        |
| 20 | Italia (bandiera)  | D     | Fabio Galante         |
| 21 | Italia (bandiera)  | C     | Simone Vergassola     |
| 21 | Italia (bandiera)  | A     | Raffaele Rubino       |
| 22 | Svezia (bandiera)  | A     | Yksel Osmanovski      |
| 23 | Italia (bandiera)  | A     | Andrea Fabbrini       |
| 24 | Italia (bandiera)  | D     | Samuele Emiliano      |
| 25 | Brasile (bandiera) | D     | Ronaldo Vanin         |
| 25 | Italia (bandiera)  | C     | Alessandro Campo      |
| 26 | Italia (bandiera)  | P     | Angelo Galetti        |
| 27 | Italia (bandiera)  | D     | Giovanni Marchese     |
| 28 | Italia (bandiera)  | A     | Gaetano Masucci       |
| 29 | Italia (bandiera)  | A     | Liborio Bongiovanni   |
| 30 | Italia (bandiera)  | D     | Luca Mezzano          |
| 31 | Italia (bandiera)  | D     | Paolo Castellini      |
| 32 | Italia (bandiera)  | P     | Fabrizio Pinelli      |
| 33 | Italia (bandiera)  | P     | Alberto Maria Fontana |
| 34 | Italia (bandiera)  | C     | Mauro Colombo         |

## Calciomercato

### Sessione estiva
| Acquisti | Acquisti           | Acquisti       | Acquisti      |
| R.       | Nome               | da             | Modalità      |
| -------- | ------------------ | -------------- | ------------- |
| P        | Federico Marchetti | Pro Vercelli   | fine prestito |
| D        | Cristian Adami     | Vicenza        | prestito      |
| D        | Stefano Bianciardi | Pistoiese      | fine prestito |
| D        | Mariano Fernández  | Beira-Mar      | definitivo    |
| D        | Fabio Giordano     | Pisa           | fine prestito |
| D        | Davide Mandelli    | Siena          | fine prestito |
| D        | Daniele Martinelli | Siena          | fine prestito |
| C        | Diego Fuser        | Roma           | definitivo    |
| C        | Filippo Masolini   | Triestina      | definitivo    |
| C        | Simone Rizzato     | Vis Pesaro     | definitivo    |
| C        | Johan Walem        | Standard Liegi | definitivo    |
| A        | Andrea Fabbrini    | Modena         | prestito      |
| A        | Daniele Martinetti | Sora           | definitivo    |
| A        | Pinga              | Siena          | fine prestito |
| A        | Simone Tiribocchi  | Siena          | fine prestito |

| Cessioni | Cessioni                  | Cessioni      | Cessioni      |
| R.       | Nome                      | a             | Modalità      |
| -------- | ------------------------- | ------------- | ------------- |
| P        | Luca Bucci                | Empoli        | definitivo    |
| P        | Alexander Manninger       | Bologna       | definitivo    |
| P        | Federico Marchetti        | Crotone       | prestito      |
| D        | Stefano Bianciardi        | Cossatese     | prestito      |
| D        | Gianluca Comotto          | Fiorentina    | prestito      |
| D        | Daniele Delli Carri       | Siena         | definitivo    |
| D        | Stefano Fattori           | Piacenza      | definitivo    |
| D        | Fabio Giordano            | Vis Pesaro    | prestito      |
| D        | Luigi Garzya              | Grosseto      | definitivo    |
| D        | Giovanni Lopez            | Lodigiani     | definitivo    |
| D        | Andrea Mantovani          | Triestina     | prestito      |
| D        | Claudio Patti Pochintesta | Gualdo        | prestito      |
| C        | Massimo Donati            | Parma         | fine prestito |
| C        | Carlos Marinelli          | Middlesbrough | fine prestito |
| C        | Alessio Scarchilli        | Mons          | definitivo    |
| C        | Vincenzo Sommese          | Vicenza       | definitivo    |
| C        | Francesco Statuto         | Padova        | definitivo    |
| A        | Cristiano Lucarelli       | Livorno       | prestito      |
| A        | Federico Magallanes       | Siviglia      | definitivo    |
| A        | Daniele Martinetti        | Prato         | prestito      |
| A        | Akeem Omolade             | Novara        | prestito      |

### Sessione invernale
| Acquisti | Acquisti           | Acquisti   | Acquisti      |
| R.       | Nome               | da         | Modalità      |
| -------- | ------------------ | ---------- | ------------- |
| P        | Federico Marchetti | Crotone    | fine prestito |
| D        | Gianluca Comotto   | Fiorentina | fine prestito |
| D        | Abdelilah Saber    | Napoli     | definitivo    |
| C        | Gaby Mudingayi     | Gent       | definitivo    |
| A        | Raffaele Rubino    | Siena      | prestito      |

| Cessioni | Cessioni           | Cessioni  | Cessioni   |
| R.       | Nome               | a         | Modalità   |
| -------- | ------------------ | --------- | ---------- |
| P        | Federico Marchetti | Treviso   | prestito   |
| D        | Paolo Castellini   | Brescia   | definitivo |
| D        | Gianluca Comotto   | Reggina   | prestito   |
| D        | Ronaldo Vanin      | Benevento | prestito   |
| C        | Giammarco Frezza   | Pescara   | prestito   |
| C        | Filippo Masolini   | Pisa      | definitivo |
| C        | Simone Vergassola  | Siena     | definitivo |

## Risultati

### Serie B

#### Girone di andata
| Arbitro: | Girardi (San Donà di Piave) |

|                          |           |              |
| Spinesi 24’ Pizzinat 83’ | Marcatori | 84’ Fabbrini |

| Arbitro: | Farina (Novi Ligure) |

|           |           |  |
| Fuser 83’ | Marcatori |  |

| Arbitro: | Gabriele (Frosinone) |

|  |           |                            |
|  | Marcatori | 6’ Ferrante 87’ Conticchio |

| Arbitro: | Dondarini (Finale Emilia) |

|            |           |                                       |
| Kutuzov 4’ | Marcatori | 18’ Pinga 58’ Ferrante 87’ Tiribocchi |

| Arbitro: | Trefoloni (Siena) |

|                          |           |                   |
| Ferrante 24’ (rig.), 42’ | Marcatori | 59’ (rig.) Corini |

| Terni 4 ottobre 2003, ore 20:30 UTC+2 7ª giornata | Ternana        | 0 – 0 | Torino | Stadio Libero Liberati (10.924 spett.)\| Arbitro: \| Palanca (Roma) \| |
| Arbitro:                                          | Palanca (Roma) |       |        |                                                                        |

| Arbitro: | Saccani (Mantova) |

|  |           |             |
|  | Marcatori | 77’ Bogdani |

| Arbitro: | Pellegrino (Barcellona Pozzo di Gotto) |

|                        |           |                     |
| Minopoli 8’ Calaiò 47’ | Marcatori | 31’ (rig.) Ferrante |

| Arbitro: | Bolognino (Milano) |

|                                                          |           |                           |
| Fabbrini 6’ Ferrante 37’ Conticchio 67’ Pinga 72’ (rig.) | Marcatori | 80’ Esposito 83’ Langella |

| Arbitro: | Ayroldi (Molfetta) |

|  |           |               |
|  | Marcatori | 22’ Marcolini |

| Arbitro: | Bertini (Arezzo) |

|                         |           |                   |
| Dionigi 6’ M. Vieri 60’ | Marcatori | 11’, 21’ Ferrante |

| Arbitro: | Cruciani (Pesaro) |

|                                 |           |              |
| Tiribocchi 51’, 76’ Mezzano 65’ | Marcatori | 8’ Bonfiglio |

| Arbitro: | Romeo (Verona) |

|                 |           |              |
| Guidoni 7’, 33’ | Marcatori | 61’ Ferrante |

| Arbitro: | Nucini (Bergamo) |

|              |           |  |
| Ferrante 40’ | Marcatori |  |

| Arbitro: | Cruciani (Pesaro) |

|                        |           |                              |
| Jeda 38’ E. Baggio 73’ | Marcatori | 7’ Martinelli 26’ Tiribocchi |

| Arbitro: | Romeo (Verona) |

|                                                    |           |  |
| Ferrante 54’ Fabbrini 59’ Conticchio 91’ Pinga 93’ | Marcatori |  |

| Verona 30 novembre 2003, ore 15:00 UTC+1 17ª giornata | Verona              | 0 – 0 | Torino | Stadio Marcantonio Bentegodi (9.152 spett.)\| Arbitro: \| Giannoccaro (Lecce) \| |
| Arbitro:                                              | Giannoccaro (Lecce) |       |        |                                                                                  |

| Arbitro: | Mazzoleni (Bergamo) |

|                |           |            |
| Vergassola 75’ | Marcatori | 17’ Godeas |

| Arbitro: | Dattilo (Locri) |

|                                |           |  |
| Riccio 58’ Beghetto 69’ (rig.) | Marcatori |  |

| Arbitro: | Cassarà (Palermo) |

|                     |           |            |
| Ferrante 51’ (rig.) | Marcatori | 12’ Protti |

| Treviso 6 gennaio 2004, ore 15:00 UTC+1 21ª giornata | Treviso          | 0 – 0 | Torino | Stadio Omobono Tenni (4.553 spett.)\| Arbitro: \| Bertini (Arezzo) \| |
| Arbitro:                                             | Bertini (Arezzo) |       |        |                                                                       |

| Arbitro: | De Santis (Tivoli) |

|             |           |            |
| Mezzano 26’ | Marcatori | 48’ Vryzas |

| Arbitro: | Messina (Bergamo) |

|             |           |            |
| Zaniolo 26’ | Marcatori | 68’ Rubino |

#### Girone di ritorno
| Arbitro: | Carlucci (Molfetta) |

|                     |           |                     |
| Tiribocchi 45’, 62’ | Marcatori | 44’, 76’ Capparella |

| Arbitro: | Palanca (Roma) |

|                                     |           |  |
| Bombardini 78’ (rig.) Di Vicino 87’ | Marcatori |  |

| Arbitro: | Rocchi (Firenze) |

|                                    |           |                              |
| Tiribocchi 5’ Walem 24’ Rubino 72’ | Marcatori | 35’ Bruno 88’ (rig.) Cordova |

| Arbitro: | Morganti (Ascoli Piceno) |

|                      |           |               |
| Foglio 29’ Rossi 70’ | Marcatori | 4’ Tiribocchi |

| Arbitro: | Rocchi (Firenze) |

|               |           |  |
| Tiribocchi 4’ | Marcatori |  |

| Arbitro: | Racalbuto (Gallarate) |

|                         |           |               |
| Gasbarroni 39’ Jeda 40’ | Marcatori | 8’ Tiribocchi |

| Arbitro: | Ayroldi (Molfetta) |

|                      |           |              |
| Rubino 42’ Fuser 69’ | Marcatori | 78’ Esposito |

| Arbitro: | Romeo (Verona) |

|                             |           |  |
| Rubino 36’ Pinga 63’ (rig.) | Marcatori |  |

| Cagliari 14 marzo 2004, ore 15:00 UTC+1 32ª giornata | Cagliari         | 0 – 0 | Torino | Stadio Sant'Elia (17.778 spett.)\| Arbitro: \| Rocchi (Firenze) \| |
| Arbitro:                                             | Rocchi (Firenze) |       |        |                                                                    |

| Arbitro: | Dondarini (Finale Emilia) |

|               |           |                |
| Marcolini 71’ | Marcatori | 68’ Tiribocchi |

| Arbitro: | Preschern (Mestre) |

|                |           |                          |
| Conticchio 68’ | Marcatori | 45’ Dionigi 87’ M. Vieri |

| Ascoli Piceno 27 marzo 2004, ore 20:30 UTC+1 35ª giornata | Ascoli         | 0 – 0 | Torino | Stadio Cino e Lillo Del Duca (5.287 spett.)\| Arbitro: \| Palanca (Roma) \| |
| Arbitro:                                                  | Palanca (Roma) |       |        |                                                                             |

| Torino 3 aprile 2004, ore 20:30 UTC+2 36ª giornata | Torino              | 0 – 0 | Venezia | Stadio delle Alpi (8.679 spett.)\| Arbitro: \| Giannoccaro (Lecce) \| |
| Arbitro:                                           | Giannoccaro (Lecce) |       |         |                                                                       |

| Arbitro: | Mazzoleni (Bergamo) |

|                        |           |  |
| Mascara 15’ Grieco 66’ | Marcatori |  |

| Arbitro: | Carlucci (Molfetta) |

|             |           |            |
| Fabbrini 6’ | Marcatori | 41’ Rigoni |

| Arbitro: | Giannoccaro (Lecce) |

|                             |           |                        |
| Regonesi 25’ Possanzini 62’ | Marcatori | 48’ Fabbrini 64’ Pinga |

| Arbitro: | Pellegrino (Barcellona Pozzo di Gotto) |

|              |           |             |
| Fabbrini 28’ | Marcatori | 94’ Minelli |

| Arbitro: | Cruciani (Pesaro) |

|                 |           |  |
| Moscardelli 74’ | Marcatori |  |

| Arbitro: | Tombolini (Ancona) |

|                                                         |           |                          |
| Walem 12’ Mezzano 65’ Ferrante 77’ (rig.) Fernandez 91’ | Marcatori | 41’, 50’ (rig.) Beghetto |

| Arbitro: | Bolognino (Milano) |

|                                 |           |                  |
| Lucarelli 11’, 85’ Cannarsa 13’ | Marcatori | 39’ (rig.) Pinga |

| Arbitro: | Girardi (San Donà di Piave) |

|                             |           |                  |
| Conticchio 17’ Fabbrini 26’ | Marcatori | 9’ A. D'Agostino |

| Arbitro: | De Santis (Tivoli) |

|                      |           |  |
| Graffiedi 45’ (rig.) | Marcatori |  |

| Arbitro: | Rocchi (Firenze) |

|                 |           |                                                 |
| De Ascentis 78’ | Marcatori | 16’ (rig.) Guzman 35’ (rig.) Zaniolo 80’ Giampà |

### Coppa Italia

#### Fase a gironi
| Arbitro: | Cruciani (Pesaro) |

|  |           |                |
|  | Marcatori | 10’ Tiribocchi |

| Torino 24 agosto 2003, ore 20:30 UTC+2 2ª giornata | Torino              | 0 – 3 Partita non disputata per forfait del Torino | Cesena | Stadio delle Alpi (0 spett.)\| Arbitro: \| Mazzoleni (Bergamo) \| |
| Arbitro:                                           | Mazzoleni (Bergamo) |                                                    |        |                                                                   |

| Torino 3 settembre 2003, ore 20:30 UTC+2 3ª giornata | Torino            | – Partita non disputata per rinuncia di entrambe | Livorno | Stadio delle Alpi (0 spett.)\| Arbitro: \| Bergonzi (Genova) \| |
| Arbitro:                                             | Bergonzi (Genova) |                                                  |         |                                                                 |

##### Girone 2 (classifica)
| Squadra | Punti | G | V | N | P | GF | GS | DR |
| ------- | ----- | - | - | - | - | -- | -- | -- |
| Cesena  | 5     | 3 | 1 | 2 | 0 | 5  | 2  | +3 |
| Genoa   | 4     | 3 | 1 | 1 | 1 | 4  | 2  | +2 |
| Torino  | 1     | 3 | 1 | 0 | 2 | 1  | 6  | -5 |
| Livorno | -1    | 3 | 0 | 1 | 2 | 1  | 7  | -6 |

## Statistiche

### Statistiche di squadra
| Competizione | Punti | In casa | In casa | In casa | In casa | In casa | In casa | In trasferta | In trasferta | In trasferta | In trasferta | In trasferta | In trasferta | Totale | Totale | Totale | Totale | Totale | Totale | DR |
| Competizione | Punti | G       | V       | N       | P       | Gf      | Gs      | G            | V            | N            | P            | Gf           | Gs           | G      | V      | N      | P      | Gf     | Gs     | DR |
| ------------ | ----- | ------- | ------- | ------- | ------- | ------- | ------- | ------------ | ------------ | ------------ | ------------ | ------------ | ------------ | ------ | ------ | ------ | ------ | ------ | ------ | -- |
| Serie B      | 59    | 23      | 12      | 7       | 4       | 38      | 24      | 23           | 2            | 10           | 11           | 19           | 30           | 46     | 14     | 17     | 15     | 57     | 54     | +3 |
| Coppa Italia | 1     | 0       | 0       | 0       | 0       | 0       | 0       | 1            | 1            | 0            | 0            | 1            | 0            | 1      | 1      | 0      | 0      | 1      | 0      | +1 |
| Totale       | -     | 23      | 12      | 7       | 4       | 38      | 24      | 24           | 3            | 10           | 11           | 20           | 30           | 47     | 15     | 17     | 15     | 58     | 54     | +4 |

### Statistiche dei giocatori
| Giocatore        | Serie B  | Serie B | Serie B     | Serie B    | Coppa Italia | Coppa Italia | Coppa Italia | Coppa Italia | Totale   | Totale | Totale      | Totale     |
| Giocatore        | Presenze | Reti    | Ammonizioni | Espulsioni | Presenze     | Reti         | Ammonizioni  | Espulsioni   | Presenze | Reti   | Ammonizioni | Espulsioni |
| ---------------- | -------- | ------- | ----------- | ---------- | ------------ | ------------ | ------------ | ------------ | -------- | ------ | ----------- | ---------- |
| C. Adami         | 22       | 0       | ?           | ?          | 0            | 0            | 0            | 0            | 22       | 0      | 0+          | 0+         |
| F. Balzaretti    | 39       | 0       | ?           | ?          | 0            | 0            | 0            | 0            | 39       | 0      | 0+          | 0+         |
| A. Campo         | 1        | 0       | ?           | ?          | 0            | 0            | 0            | 0            | 1        | 0      | 0+          | 0+         |
| P. Castellini P. | 16       | 0       | ?           | ?          | 1            | 0            | ?            | ?            | 17       | 0      | ?           | ?          |
| A. Conticchio    | 38       | 5       | ?           | ?          | 1            | 0            | ?            | ?            | 39       | 5      | ?           | ?          |
| D. De Ascentis   | 42       | 1       | ?           | ?          | 0            | 0            | 0            | 0            | 42       | 1      | 0+          | 0+         |
| S. Emiliano      | 1        | 0       | ?           | ?          | 0            | 0            | 0            | 0            | 1        | 0      | 0+          | 0+         |
| A. Fabbrini      | 42       | 7       | ?           | ?          | 0            | 0            | 0            | 0            | 42       | 7      | 0+          | 0+         |
| M. Fernandez     | 28       | 1       | ?           | ?          | 1            | 0            | ?            | ?            | 29       | 1      | ?           | ?          |
| M. Ferrante      | 29       | 13      | ?           | ?          | 1            | 0            | ?            | ?            | 30       | 13     | ?           | ?          |
| A.M. Fontana     | 4        | -5      | ?           | ?          | 0            | -0           | 0            | 0            | 4        | -5     | 0+          | 0+         |
| J.M. Franco      | 8        | 0       | ?           | ?          | 0            | 0            | 0            | 0            | 8        | 0      | 0+          | 0+         |
| G. Frezza        | 2        | 0       | ?           | ?          | 1            | 0            | ?            | ?            | 3        | 0      | ?           | ?          |
| D. Fuser         | 29       | 2       | ?           | ?          | 0            | 0            | 0            | 0            | 29       | 2      | 0+          | 0+         |
| F. Galante       | 21       | 0       | ?           | ?          | 0            | 0            | 0            | 0            | 21       | 0      | 0+          | 0+         |
| D. Mandelli      | 38       | 0       | ?           | ?          | 1            | 0            | ?            | ?            | 39       | 0      | ?           | ?          |
| G. Marchese      | 7        | 0       | ?           | ?          | 0            | 0            | 0            | 0            | 7        | 0      | 0+          | 0+         |
| D. Martinelli D. | 25       | 1       | ?           | ?          | 1            | 0            | ?            | ?            | 26       | 1      | ?           | ?          |
| F. Masolini      | 8        | 0       | ?           | ?          | 1            | 0            | ?            | ?            | 9        | 0      | ?           | ?          |
| L. Mezzano       | 13       | 3       | ?           | ?          | 0            | 0            | 0            | 0            | 13       | 3      | 0+          | 0+         |
| G. Mudingayi     | 11       | 0       | ?           | ?          | -            | -            | -            | -            | 11       | 0      | 0+          | 0+         |
| Y. Osmanovski    | 7        | 0       | ?           | ?          | 0            | 0            | 0            | 0            | 7        | 0      | 0+          | 0+         |
| Pinga            | 37       | 6       | ?           | ?          | 1            | 0            | ?            | ?            | 38       | 6      | ?           | ?          |
| S. Rizzato       | 25       | 0       | ?           | ?          | 1            | 0            | ?            | ?            | 26       | 0      | ?           | ?          |
| R. Rubino        | 19       | 4       | ?           | ?          | -            | -            | -            | -            | 19       | 4      | 0+          | 0+         |
| A. Saber         | 11       | 0       | ?           | ?          | -            | -            | -            | -            | 11       | 0      | 0+          | 0+         |
| S. Sorrentino    | 43       | -49     | ?           | ?          | 1            | -0           | ?            | ?            | 44       | -49    | ?           | ?          |
| S. Tiribocchi    | 38       | 11      | ?           | ?          | 1            | 1            | ?            | ?            | 39       | 12     | ?           | ?          |
| S. Vergassola    | 16       | 1       | ?           | ?          | 1            | 0            | ?            | ?            | 17       | 1      | ?           | ?          |
| J. Walem         | 21       | 2       | ?           | ?          | 1            | 0            | ?            | ?            | 22       | 2      | ?           | ?          |

## Giovanili

### Organigramma
- Allievi nazionali:
  - Allenatore: Maurizio Calamita
  - Massaggiatore: Marco Sega
  - Accompagnatori: Giulio Ferrero, Silvano Pagetti

### Piazzamenti
- Primavera:
  - Campionato: 8º posto nel Girone A.
  - Coppa Italia: Ottavi di finale
  - Torneo di Viareggio: Ottavi di finale
- Berretti:
  - Campionato: Quarti di finale
- Allievi nazionali:
  - Trofeo Città di Arco: 4º posto nel girone B di qualificazione.